# 앙골라 국립노예박물관

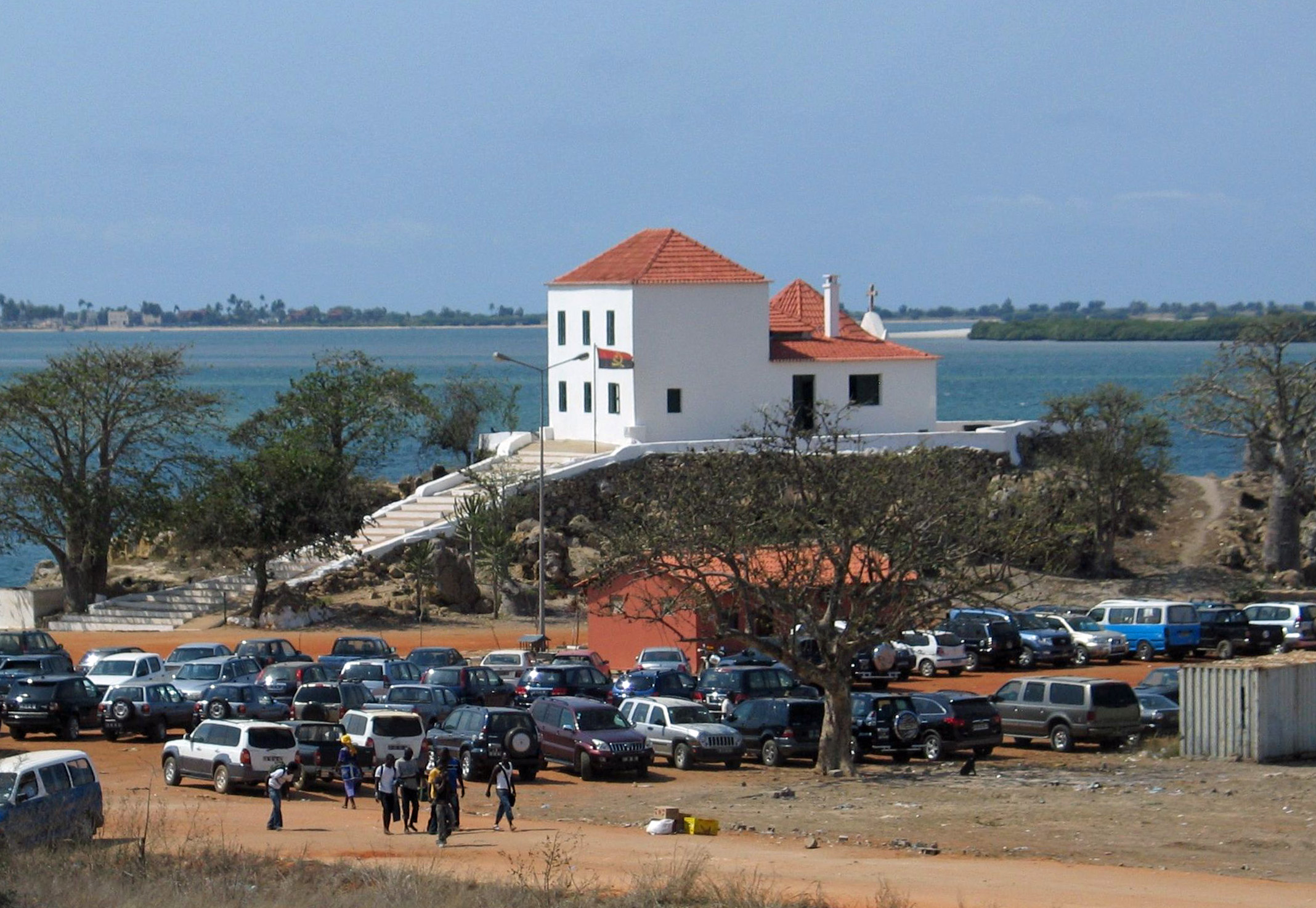
루안다에 있는 국립노예박물관

앙골라 국립노예박물관(Museu Nacional da Escravatura)은 앙골라 루안다에 있는 박물관이다. 1997년에 설립되었으며 앙골라의 노예 역사를 객관적으로 묘사하고 있다.